# Mistrovství světa v šermu 2006
Dne 29. září do 7. října 2006 se na Oval Lingotto v italském Turíně uskutečnilo mistrovství světa v šermu.

## Přehled medailí

### Muži
| Disciplína        | Zlato                                                           | Stříbro                                                               | Bronz                                                               |
| Kord              | Wang Lej                                                        | Joaquim Videira                                                       | Igor Tichomirov Sven Järve                                          |
| Fleret            | Peter Joppich                                                   | Andrea Baldini                                                        | Stefano Barrera Lej Šeng                                            |
| Šavle             | Stanislav Pozdňakov                                             | Zsolt Nemcsik                                                         | Alexej Frosin Won U-jong                                            |
| Družstvo - kord   | Érik Boisse Gauthier Grumier Fabrice Jeannet Ulrich Robeiri     | José Luis Abajo Ignacio Canto Juan Castaneda Eduardo Sepulveda Puerto | Dmytro Čumak Dmytro Karjučenko Maksym Chvorost Bohdan Nikišyn       |
| Družstvo - fleret | Loïc Attely Nicolas Beaudan Erwann Le Péchoux Marcel Marcilloux | Dominik Behr Richard Breutner Peter Joppich Benjamin Kleibrink        | Andrea Baldini Andrea Cassarà Salvatore Sanzo Simone Vanni          |
| Družstvo - šavle  | Vincent Anstett Nicolas Lopez Julien Pillet Boris Sanson        | Dmytro Bojko Volodymyr Lukašenko Oleh Šturbabin Vladyslav Treťjak     | Alexej Frosin Nikolaj Kovaljov Stanislav Pozdňakov Alexej Jakimenko |

### Ženy
| Disciplína        | Zlato                                                                | Stříbro                                                                                 | Bronz                                                                       |
| Kord              | Tímea Nagyová                                                        | Irina Embrichová                                                                        | Emese Szászová Laura Flesselová-Colovicová                                  |
| Fleret            | Margherita Granbassiová                                              | Valentina Vezzaliová                                                                    | Aida Mohamedová Giovanna Trilliniová                                        |
| Šavle             | Becca Wardová                                                        | Mariel Zagunisová                                                                       | Sada Jacobsonová Kim Hje-im                                                 |
| Družstvo - kord   | Li Na Luo Siao-ťüan Čang Li Čung Wej-pching                          | Marysa Baradji-Duchene Laura Flesselová-Colovicová Hajnalka Kiralyová Maureen Nisimaová | Claudia Bokelová Imke Duplitzerová Britta Heidemannová Marijana Markovic    |
| Družstvo - fleret | Svetlana Bojková Aida Šanajevová Julija Chakimovová Jana Ruzavinová  | Elisa Di Franciscaová Margherita Granbassiová Giovanna Trilliniová Valentina Vezzaliová | Čon Hui-suk Čong Kil-ok Nam Hjon-hui So Mi-džong                            |
| Družstvo - šavle  | Cécile Argiolasová Solenne Maryová Leonore Perrus Anne-Lise Touyaová | Sada Jacobsonová Caitlin Thompson Becca Wardová Mariel Zagunisová                       | Jekatěrina Ďjačenková Jekatěrina Fedorkinová Jelena Něčajevová Sofja Veliká |